# Skwierzyna

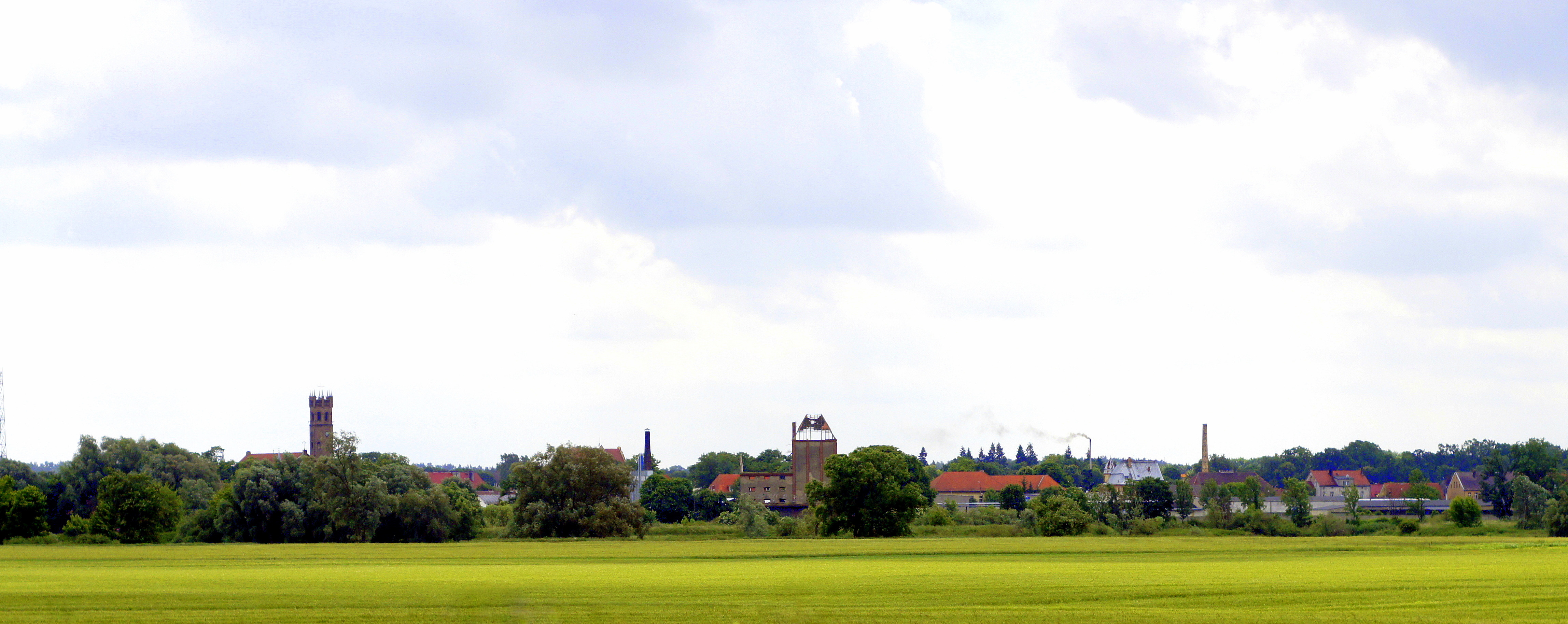

Skwierzyna (Duits: Schwerin an der Warthe) is een stad in het Poolse woiwodschap Lubusz, gelegen in de powiat Międzyrzecki. De oppervlakte bedraagt 35,69 km², het inwonertal 10.078 (2005).